# Koma
Koma, globoka nezavest ali komatozno stanje je stanje globoke nezavesti, iz katere bolnika ni mogoče prebuditi niti z najmočnejšimi dražljaji, vključno z bolečinskimi, svetlobnimi in zvočnimi. Bolnik nima normalnega cikla spanja in budnosti ter ni zmožen hotenih dejanj. Komo je možno inducirati oziroma vzdrževati tudi z zdravili, kar imenujemo umetna koma.
Komatozna oseba ni zmožna zavestnega čutenja, govora, poslušanja ali premikanja. Budnost je popolnoma odsotna. Za vzdrževanje zavesti je bistveno delovanje dveh nevroloških komponent, možganske skorje (sive možganovine, ki tvori povrhnjo plast možganov) in retikularnega aktivacijskega sistema (strukture v možganskem deblu). Poškodba obeh ali katerekoli od njiju je zadosten vzrok za nastop kome. 
V možganski skorji so številni perikarioni živčnih celic, katerih aksoni tvorijo belo možganovino v notranjosti možganov. Možganska skorja je odgovorna za percepcijo, posredovanje senzoričnih dohodnih dražljajev po talamični poti ter za številne druge nevrološke funkcije, vključno s kompleksnim mišljenjem. Retikularni aktivacijski sistem (RAS) pa je veliko bolj primitivna struktura možganskega debla, katerega del je tudi retikularna formacija možganskega debla. RAS sestavljata ascendentni in descendentni del. Ascendentni retikularni aktivacijski sistem (ARAS) sestavlja sistem nevronov, ki proizvajajo acetilholin in ki potekajo iz retikularne formacije možganskega debla preko talamusa do možganske skorje. Odgovoren je za vzbujenost in vzdrževanje zavesti. Motnja v delovanju ARAS-a lahko vodi v komo. 
Beseda koma izvira iz stare grščine, kjer κῶμα koma, pomeni globok spanec.

## Znaki in simptomi
Nasplošno je bolnik opredeljen kot komatozen, ko ni zmožen hoteno odpreti oči, nima cikla spanja in budnosti, je neodziven tudi na močne (boleče) dražljaje z dotikom ali glasne pozive in ki na glasgowski lestvici kome dosega oceno med 3 in 8.
Način nastopa kome je odvisen od vzroka. Na primer huda hipoglikemija (znižana raven krvnega sladkorja) ali hiperkapnija (povečana raven ogljikovega dioksida v krvi) najprej povzročita blago razdraženost in zmedenost, ki napreduje preko otopelosti in stuporja do popolne izgube zavesti kome. Koma zaradi hude poškodbe možganov ali subarahnoidne krvavitve pa lahko nastopi v trenutku. 